# Le Moulin en feu
Pour plus de détails, voir Fiche technique et Distribution.
Le Moulin en feu (Kvarnen) est un film muet suédois réalisé par John W. Brunius, sorti en 1921.

## Synopsis
Un meunier, qui vient de perdre sa femme, cherche une nouvelle épouse mais ne sait pas quel choix faire entre deux femmes très différentes l'une de l'autre....

## Fiche technique
- Titre original : Kvarnen
- Réalisation : John W. Brunius
- Scénario : Sam Ask, John W. Brunius, d'après le roman de Karl Gjellerup
- Direction artistique : Gustaf Hallén
- Photographie : Hugo Edlund
- Société de production : Svensk Filmindustri (SF)
- Genre : Drame paysan
- Pays d’origine :  Suède
- Langue originale : suédois
- Format : noir et blanc — 35 mm — 1,33:1 — son Mono
- Durée : 108 minutes
- Dates de sortie : 
  -  Finlande : 11 avril 1921

## Distribution
- Anders de Wahl : Jacob Clausen
- Emmy Albiin : Kristina
- Bengt Lindström : Hans
- Clara Kjellblad : Lise
- Ellen Dall : Anne
- Gösta Cederlund : ouvrier agricole
- Nils Lundell : frère de Lise
- Gösta Hillberg : garde forestier